# 金俞敏
金俞敏（： Gim Yu Min，1994年4月22日—），藝名為俞敏（： Yu Min），韓國女藝人，曾為DR Music旗下女子組合RANIA的副唱、門面擔當，2018年5月30日退出。
出道前曾擔任模特兒，因而成為首個擁有個人Cafe的成員。
俞敏於2018年8月與偶像男團XENO-T(Topp Dogg)前成員P-Goon結婚。
P-Goon所屬經紀公司HUNUS娛樂出面證實：「P-Goon 和 Yumin 將於8月25日舉行結婚典禮，希望大家給予兩人祝福。」報導指出P-Goon和俞敏是以對彼此深切的愛情和信賴而決定結婚，他們的婚紗照也就此公開，有西式黑西裝、白紗禮服，也有傳統韓服，照片中的兩人笑得甜蜜，看起來幸福洋溢。
於同年12月和丈夫P-Goon協議離婚，目前獨自撫養孩子。

## 影視作品

### 音樂錄影帶
| 日期   | 歌曲名稱                    | 藝人  |
| ------ | --------------------------- | ----- |
| 2016年 | Start A Fire                | RANIA |
| 2016年 | Start A Fire（舞蹈練習版）  | RANIA |
| 2016年 | Make Me Ah（舞蹈練習版）    | RANIA |
| 2017年 | Beep Beep Beep（舞蹈版）    | RANIA |
| 2017年 | Breathe Heavy               | RANIA |
| 2017年 | Breathe Heavy（舞蹈版）     | RANIA |
| 2017年 | Breathe Heavy（舞蹈練習版） | RANIA |

## 模特兒時期活動
- 2015年
  - G-STAR NVIDIA模特兒
  - 首爾摩托秀Nissan車展模特兒
- 2016年
  - 釜山國際摩托秀Chevrolet車展模特兒
  - 首爾國際圖片成像產業秀Sony模特兒
  - Franchise工業博覽會品牌秀模特兒

## 獎項
- 2015年
  - 韓國才能共享大獎

## 外部連結
- 金俞敏的Instagram帳戶
- 俞敏 （页面存档备份，存于）的個人官方Cafe
- YouTube上的金俞敏頻道